# Remous (série télévisée)
Pour les articles homonymes, voir Remous.
Remous (Sea Hunt) est une série télévisée d'aventure américaine en 155 épisodes de 24 minutes créée par Ivan Tors et diffusée entre le 23 septembre 1958 et le 23 septembre 1961 en syndication.
En France, elle a été diffusée à partir du 18 janvier 1962 sur l'unique chaîne de la RTF.
Lloyd Bridges, le père des acteurs Jeff et Beau, y tient le rôle principal de Mike Nelson, un plongeur retraité de la United States Navy qui se met à son compte. Une tentative de résurrection aura lieu en 1987, Ron Ely endossant le costume de plongeur de Mike Nelson. Mais cette mouture ne durera qu'une saison et 22 épisodes.

## Genèse
Le producteur exécutif Ivan Tors développe l'idée d'une série télévisée en travaillant sur le film Underwater Warrior en 1958. Il essaie ensuite en vain de la vendre aux trois réseaux télévisés américains mais ceux-ci ne voient pas son potentiel. Tors se tourne alors vers un producteur indépendant, Ziv Television Programs, qui se spécialise dans la vente aux stations indépendantes. Plus de 100 de celles-ci l'achète.
Lloyd Bridges est engagé pour personnifier le rôle principal, Mike Nelson, qui voit là la possibilité de retourner à l'écran après avoir été mis temporairement à l'index durant le Maccarthysme,. Il suit un cours en accéléré de plongée avec celui qui lui servira de doublure, Courtney Brown. Durant la série, Bridges fera de plus en plus de prise sous-marine lui-même.

## Résumé
Mike Nelson (Bridges) est un plongeur en scaphandre autonome ayant servi 4 ans dans la U.S. Navy et qui ouvre son propre atelier de plongée en Floride. Sa réputation lui amène de nombreux clients intéressé par ses services, le plus souvent pour des missions risquées. Dans l'épisode pilote de la série, Nelson sauve ainsi un pilote de la US Navy qui s'est abimé en mer dans un Convair XF2Y. Cette série comportait beaucoup d'action avec ses scènes de combat sous-marins entre Mike Nelson et les criminels de la mer. Se déplaçant sur son bateau, l’Argonaut, le plongueur expert va à la rescousse de personnes ou récupère des cargaisons allant jusqu'au missile nucléaire. Il se heurte parfois à des requins, des pieuvres et des tortues géantes de mer.
Au début de la série, les scènes se déroulaient surtout sur la terre ferme et les séquences de plongée étaient très courtes car Lloyd Bridges était un néophyte en plongée. À mesure que la série gagnait en popularité, et Nelson en expérience, de plus en plus d'action se tournait sous l'eau et à bord de l’Argonaut. Comme les scènes sous l'eau ne comportaient pas de dialogues, Bridges en faisait une narration hors-champ. Beaucoup de ressources de Marineland Pacific étaient utilisées lors des tournages et l’océarium était souvent mentionné par les personnages. À la fin de chaque épisode, Lloyd Bridges terminait par un bref commentaire sur la vie marine et sa préservation, ou une petite leçon de vie.

## Détails cinématographiques

### Invités
Une nouvelle aventure chaque semaine demandait de multiples personnages occasionnels ou semi-permanents. Plusieurs grands noms de la télévision américaines se sont fait connaître par leur participation à Remous. Les plus connus sont Leonard Nimoy, Robert Conrad, Bruce Dern, Larry Hagman, Ross Martin, Jack Nicholson (dans le dernier épisode de la série) et même les fils de Lloyd Bridges Beau et Jeff.

### Prises de vues
Les séquences sous-marines ont été filmées en groupe à plusieurs endroits comme dans des bassins et des sites extérieurs en Californie, en Floride et même aux Bahamas. Les autres scènes extérieures ont été filmées en Californie à Marineland Pacific (parc-aquarium de 1954 à1987), à l'île Santa Catalina et Paradise Cove de Malibu; en Floride à Silver Springs, Cypress Gardens, Tarpon Springs; à Nassau et à Grand Bahama aux Bahamas. Le tout était assemblé en post-production avec des scènes génériques et des scènes en studio. Le directeur a été Barry Cohon la première année à Hollywood et Silver Springs.
Plusieurs plongeurs de renom ont participé comme Zale Parry, Albert Tillman et Jon Lindbergh, le fils de Charles Lindbergh. Une plongeuse de 18 ans, Wende Wagner, est devenu un des cascadeurs en 1960. Lamar Boren, un pionnier du cinéma sous-marin et associé à d'autres projets d'Ivan Tors comme Flipper et trois films de James Bond (Opération Tonnerre, On ne vit que deux fois et L'Espion qui m'aimait) a fait presque toute la cinématographie sous-marine de la série. John Lamb a fait quelques autres épisodes avant de faire Voyage au fond des mers de Irwin Allen.
Plusieurs Cabin cruiser ont été utilisés pour être le bateau de Mike Nelson, l’Argonaut, dont le nom est tiré des héros de la mythologie grecque accompagnant Jason à la recherche de la toison d'or. L'un d'eux est un Trojan Express de 10 mètres de long construit sur mesure en 1960 avec un pont et des lambris en acajou et teck.

## Épisodes
Saison 1 (1958)
1. Soixante pieds au-dessous (Sixty Feet Below)
2. Mine inondée (Flooded Mine)
3. titre français inconnu (Rapture of the Deep)
4. titre français inconnu (Mark of the Octopus)
5. Le traîneau de mer (The Sea Sled)
6. La Femelle de l'espèce (Female of the Species)
7. Mr. Guinea Pig (Mr. Guinea Pig)
8. Sonar Reine (Sonar Queen)
9. Or dessous (Gold Below)
10. Récupération (Recovery)
11. Orque (Killer Whale)
12. titre français inconnu (Midget Submarine)
13. titre français inconnu (The Shark Cage)
14. Casque (Hard Hat)
15. titre français inconnu (Marvelous Treasure Machine)
16. Le Braconnier (The Poacher)
17. titre français inconnu (Girl in the Trunk)
18. Les pêcheurs d'éponges (The Sponge Divers)
19. titre français inconnu (Diamond River)
20. Alligator histoire (Alligator Story)
21. Mine magnétique (Magnetic Mine)
22. Patrouille sous-marine (Underwater Patrol)
23. La légende de la sirène (Legend of the Mermaid)
24. titre français inconnu (Pressure Suit)
25. Les prospecteurs (The Prospectors)
26. Le Héros (The Hero)
27. Station sous-marine (Underwater Station)
28. titre français inconnu (The Lost Ones)
29. Capture de la Santa Rosa (Capture of the Santa Rosa)
30. Le Naufrage (The Shipwreck)
31. Le grand plongeon (The Big Dive)
32. Le Cadeau d'anniversaire (The Birthday Present)
33. titre français inconnu (Dead Man's Cove)
34. Tueur Rocher (Killer Rock)
35. L’Amphibien (The Amphibian)
36. Seigneur Cristobal (Lord Cristobal)
37. Appeau (Decoy)
38. La mer a des oreilles (The Sea Has Ears)
39. Le manganèse histoire (The Manganese Story)

## Notoriété
Remous fut très populaire durant ses quatre saisons, devenant un des programmes de télévision les plus en demande en syndication aux États-Unis durant des décennies,. Durant les premiers neuf mois de diffusion, il s'est maintenu premier à l'audimat, attirant 50 % de l'auditoire dans 50 marchés importants et même 59 % de celle de New York. Le producteur Ivan Tors a estimé que 40 millions de personnes syntonisaient chaque semaine. La série s'est terminée en 1961 à la suite d'une baisse de l'auditoire malgré des résultats encore assez élevés.
Pour le cinquantième anniversaire, un podcast a été produit en décembre 2007. L'auteur de la série Eric Hanauer y interviewe Lloyd Bridges peu avant sa mort. L'actrice Susan Silo et Jeff Bridges y participent également. Le podcast est disponible sur YouTube

### Carrière et seconde série
Sea Hunt est allé en reprises dès la fin de la série, et ce jusqu'à présent, aux États-Unis. Il a été traduit en plusieurs langues et a été diffusé, entre autres, en français au Québec et en France à partir de 1962.
En 1987, une seconde série du même nom est filmé, mettant en vedette Ron Ely. Ely reprend le rôle de Mike Nelson, alors qu'ironiquement il participait à une série concurrente (The Aquanauts) durant la série originale. Les scènes sur terre ont été tournées à Victoria (Colombie-Britannique) pour des raisons budgétaires, même si l'action était supposé se passer en Floride beaucoup plus chaude, et celles sous l'eau à différents points des tropiques. La série ne dura qu'une saison.

### Produits dérivés
Fort de la popularité de l'émission, Dell Comics a lancé Sea Hunt, une bande dessinée tirée de la série. Lloyd Bridges est également devenu le porte-parole de la compagnie d'équipement de sport Voit. Le 29 janvier 2013, TGG Direct a mis en vente toute la série sur DVD (région 1).

### Source
- (en) Cet article est partiellement ou en totalité issu de l’article de Wikipédia en anglais intitulé « Sea Hunt » (voir la liste des auteurs).